# Эссель, Стефан Фредерик
Стефа́н Фредерик Эссе́ль (фр. Stéphane Frédéric Hessel; 20 октября 1917 — 27 февраля 2013) — французский дипломат, правозащитник, писатель, бывший заключённый концентрационного лагеря и боец Движения Сопротивления. Один из составителей Всеобщей декларации прав человека 1948 года.

## Биография

### Ранние годы
Родился 20 октября 1917 года в Берлине и являлся выходцем из немецкой буржуазной семьи, сделавший своё состояние на торговле зерном. Родители — Хелена Грунд, дочь прусского банкира-протестанта, и Франц Гессель, эссеист и переводчик польско-еврейского происхождения. Отец Эсселя получил известность благодаря совместному с Вальтером Беньямином переводу цикла «В поисках утраченного времени» Марселя Пруста. Кроме того, Франц и Хелена стали прототипами Жюля и Кати в полуавтобиографическом романе «Жюль и Джим» французского авангардиста Анри-Пьера Роша, впоследствии экранизированном Франсуа Трюффо.
В 1924 году семья эмигрировала во Францию — вначале в Фонтене-о-Роз, а затем, в 1929 году, в Париж. Штефан (Стефан) получает аттестат о среднем образовании (baccalauréat) в возрасте 15 лет в 1932 году.
В 1937 году поступил в Высшую нормальную школу. Продолжал обучение как во Франции, так и в Англии, в Лондонской школе экономики и политологии. В 1939 году получает французское гражданство.

### Сопротивление, депортация, лагеря
В год начала Второй мировой войны Эссель был мобилизован во французскую армию. Заключённый под стражу за отказ сотрудничать с коллаборационистским правительством Виши, он сбегает в Лондон, где в марте 1941 года присоединяется к генералу де Голлю и входит в патриотическое антифашистское движение «Свободная Франция» (затем «Сражающаяся Франция»).
С июня 1941 по март 1942 года он обучается при Королевских военно-воздушных сил Великобритании, получив квалификацию навигатора бомбардировщика («воздух»), но вместо зачисления в военно-воздушные силы Франции ему отвели роль связующего звена с британскими агентами.
В конце марта 1944 года Эссель был направлен во Францию для выполнения миссии Греко (налаживания коммуникаций накануне открытия второго фронта), но был взят в плен гестаповцами. 8 августа 1944 года Эссель был депортирован в концлагерь Бухенвальд вместе с 36 английскими, французскими и бельгийскими секретными агентами. Шестнадцать из них были сразу повешены, одиннадцать были казнены 5 октября. Эсселя пытали, но ему удалось избежать казни благодаря помощи другого заключённого — немецкого антифашиста Ойгена Когона. Последний, будучи секретарём одного из врачей, ставивших опыты над узниками Бухенвальда, поменял номера и имена Эсселя, а также двух британских разведчиков, с номерами заключённых, погибших от тифа.
После неудачной попытки побега из лагеря, в январе 1945 года он был переведен в Дору. 4 апреля, во время перевода в Берген-Бельзен, он выпрыгнул с поезда и добрался до американских войск, разместившихся в Ганновере, после чего 8 мая был отправлен назад в Париж.

### Послевоенная деятельность
В ноябре 1945 года, пройдя конкурс при Министерстве иностранных дел, Стефан Эссель был назначен послом в Китае.
В 1948 году по приглашению Элеоноры Рузвельт занимает пост секретаря при Комиссии по правам человека, занимался редактированием Всеобщей декларацией прав человека.
В 1955 году Эссель занимает пост посла Франции в ООН, затем занимал различные должности в качестве дипломата в Сайгоне, Алжире, Женеве и Нью-Йорке.
В ООН он выступает посредником в урегулировании конфликтов, сопровождавших процесс деколонизации в разных регионах мира. Одним из основных приоритетов деятельности Эсселя продолжает оставаться защита прав и свобод, он вошёл во французскую комиссию по правам человека. В 1962 году он основал Ассоциацию образовательной подготовки в Африке и на Мадагаскаре (AFTAM).
После победы на выборах 1981 года новоизбранный президент-социалист Франсуа Миттеран поручил Эсселю пост управляющего в Высшем совета по интеграции. Эссель был также избран представлять Францию на Всемирной конференции ООН по правам человека.
В 1990 году, в докладе «Отношения Франции с развивающимися странами», подготовленном для премьер-министра Мишеля Рокара, Стефан Эссель критикует концепцию отношений бывшей метрополии с главами африканских государств с момента приобретения их независимости. Этот доклад не оценили в Елисейском дворце, и он был полностью изъят из обращения, как и большинство исследований, направленных на пересмотр французской политики в Африке.

### «Возмущайтесь!»
В октябре 2010 года 93-летний Эссель выступил с 32-страничной брошюрой «Возмущайтесь!» («Indignez-vous!»), изначально выпущенной в небольшом издательстве в Монпелье тиражом 6000 экземпляров, но разошедшейся в 1,5 миллионах копий. Ссылаясь на Сартра и Беньямина, а также собственный опыт борьбы, Эссель говорит о необходимости «мирного и ненасильственного восстания» против власти финансового капитализма с целью ликвидировать неравенство между богатыми и бедными, обеспечить действительную свободу прессы, восстановить систему социальной защиты, прекратить преследования нелегальных иммигрантов, способствовать защите окружающей среды и праву палестинского народа на самоопределение: «Создавать — значит сопротивляться, сопротивляться — значит создавать».

## Награды
- В 1999 году был награждён французским орденом «За заслуги» (Франция) (указ от 16 ноября, 1999).
- В 2004 году премия «Север-Юг» от Совета Европы.
- В 2006 году он был возведен в степень Великого офицера Ордена Почётного легиона (постановление от 14 июля, 2006).
- В 2008 году премия Prix Jean-Zay[фр.] за книгу «Гражданин без границ»[4].
- 10 декабря 2008 года, 60-я годовщина Всеобщей декларации прав человека, Эссель был удостоен Премии ЮНЕСКО/Бильбао (Prix UNESCO/Bilbao) за распространение культуры прав человека.
- В 2013 году был награждён «Золотой медалью за мир и справедливость»